# Beaufortia polylepis
Beaufortia polylepis е вид лъчеперка от семейство Balitoridae. Видът не е застрашен от изчезване.

## Разпространение
Разпространен е в Китай (Юннан).

## Описание
На дължина достигат до 3,9 cm.